# Comité olympique du Koweït
Le Comité olympique du Koweït (arabe : اللجنة الأولمبية الكويتية est le comité national olympique du Koweït. Fondé en 1957, il a été reconnu par le CIO en 1966.
Il a été suspendu en 2010 pour non-respect des règles d'indépendance et une levée de l'interdiction en 2012.
Il est de nouveau suspendu le 27 octobre 2015 pour des raisons similaires ayant pour conséquence l'annulation de sa participation en tant que nation aux JO de Rio en 2016; toutefois, les athlètes koweïtiens ont pu y participé au sein de la délégation des athlètes olympiques indépendants avec deux médailles. La suspension est levée en juillet 2019.